# Parc national de la forêt de Tuchola
Le parc national de la forêt de Tuchola (Park Narodowy Bory Tucholskie) est un parc national situé dans le Nord de la Pologne (voïvodie de Poméranie). Aire protégée classée en catégorie II par l'Union internationale pour la conservation de la nature (UICN) le 1er juillet 1996, le parc s'étend sur 45,97 kilomètres, et fait partie intégrante du parc paysager Zaborski. Le parc, comme le reste de la forêt de Tuchola, appartient au réseau Natura 2000.  La forêt de Tuchola, est la plus grande forêt de Pologne. Le parc forme le cœur de la réserve de biosphère de la forêt de Tuchola, désignée par l’UNESCO en 2010.

## Écosystèmes
Le parc national, au cœur de la forêt de Tuchola dont il tire son nom, est essentiellement composé de forêts de conifères (83 % de sa surface), de lacs (au nombre de 21, soit 11 % de sa surface) et de tourbières et prairies,,. Il est également traversé par la rivière Struga Siedmiu Jezior, longue de 13,9 km. 

## Faune
Environ 25 espèces de poissons peuvent être trouvées ici ainsi que des castors européens.
Le parc national est un paradis pour les oiseaux - il y a 144 espèces, y compris la grue et le hibou grand-duc. Le symbole du parc - le tétras des bois - était jusqu’à récemment commun dans la région, en particulier dans le district forestier de Klosnowo. Maintenant, les autorités du parc national prévoient de réintroduire cet oiseau. Une partie particulièrement importante de la faune sont les chauves-souris : plusieurs espèces prospèrent dans le parc.

## Tourisme
Les centres touristiques les plus importants de la forêt de Tuchola sont près des lacs Charzykowskie et Karsinskie. Ces dernières années, l’agritourisme est devenu populaire, par exemple dans le village de Swornegacie. La rivière Brda est un sentier de kayak.

Charzykowy est célèbre comme le berceau du yachting intérieur polonais. Le lac Charzykowy offre de bonnes conditions de navigation en été et en hiver. Il y a des pistes cyclables qui permettent aux touristes de se familiariser avec les attractions de la forêt de Tuchola. De plus, la forêt de Tuchola est traversée par des sentiers pédestres.

Logo du parc
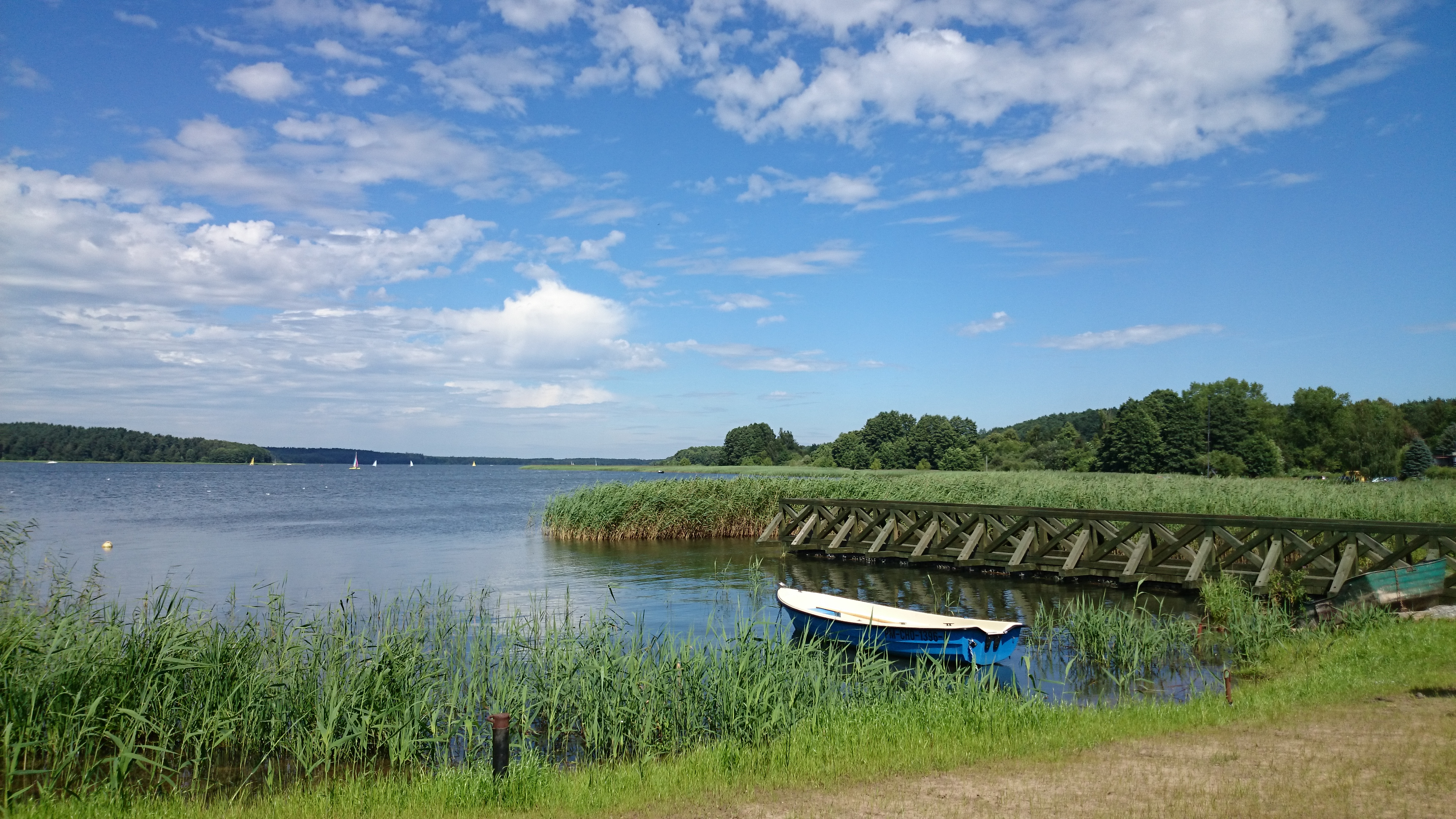
Lac dans le parc
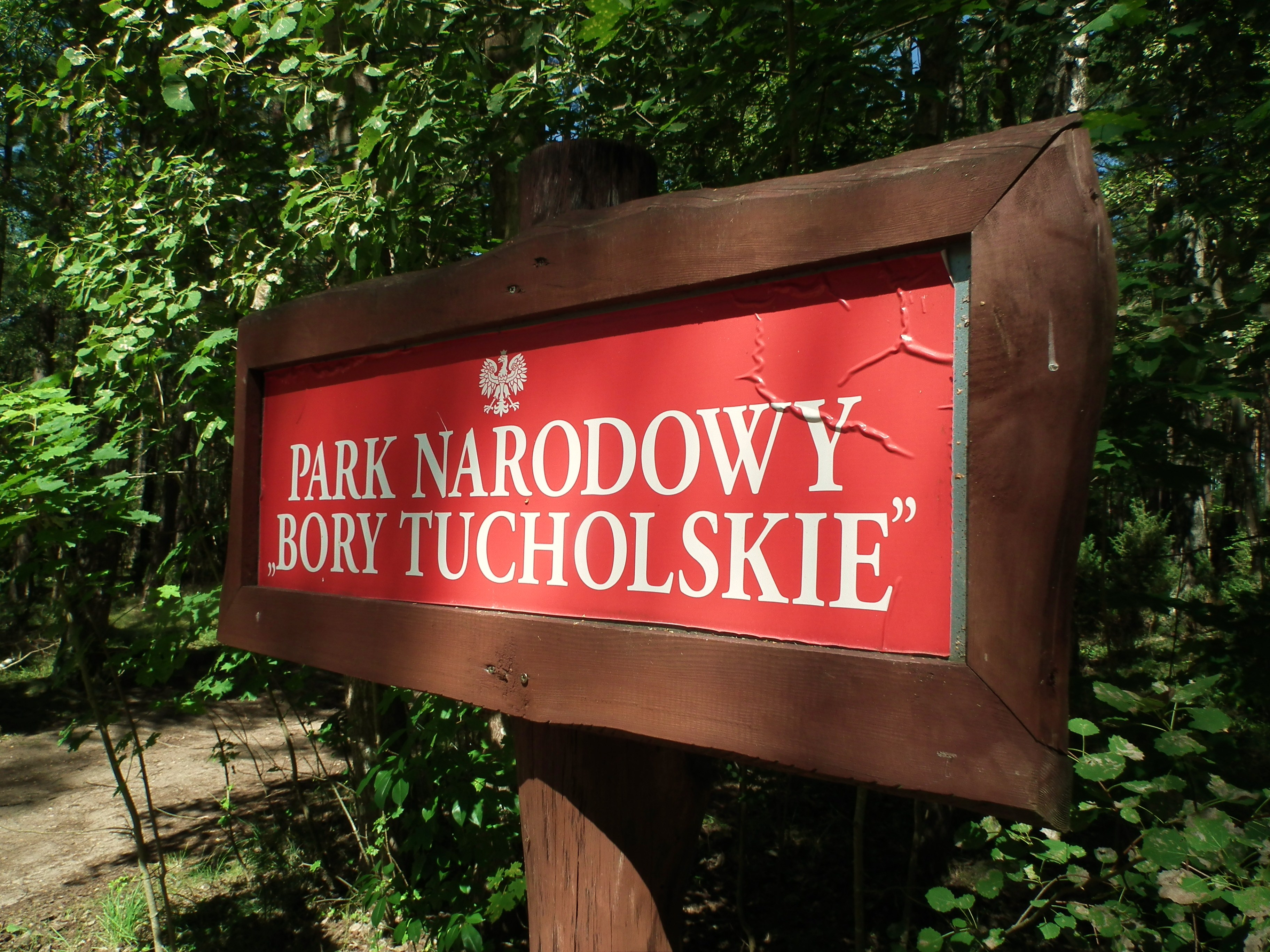
Panneau du parc
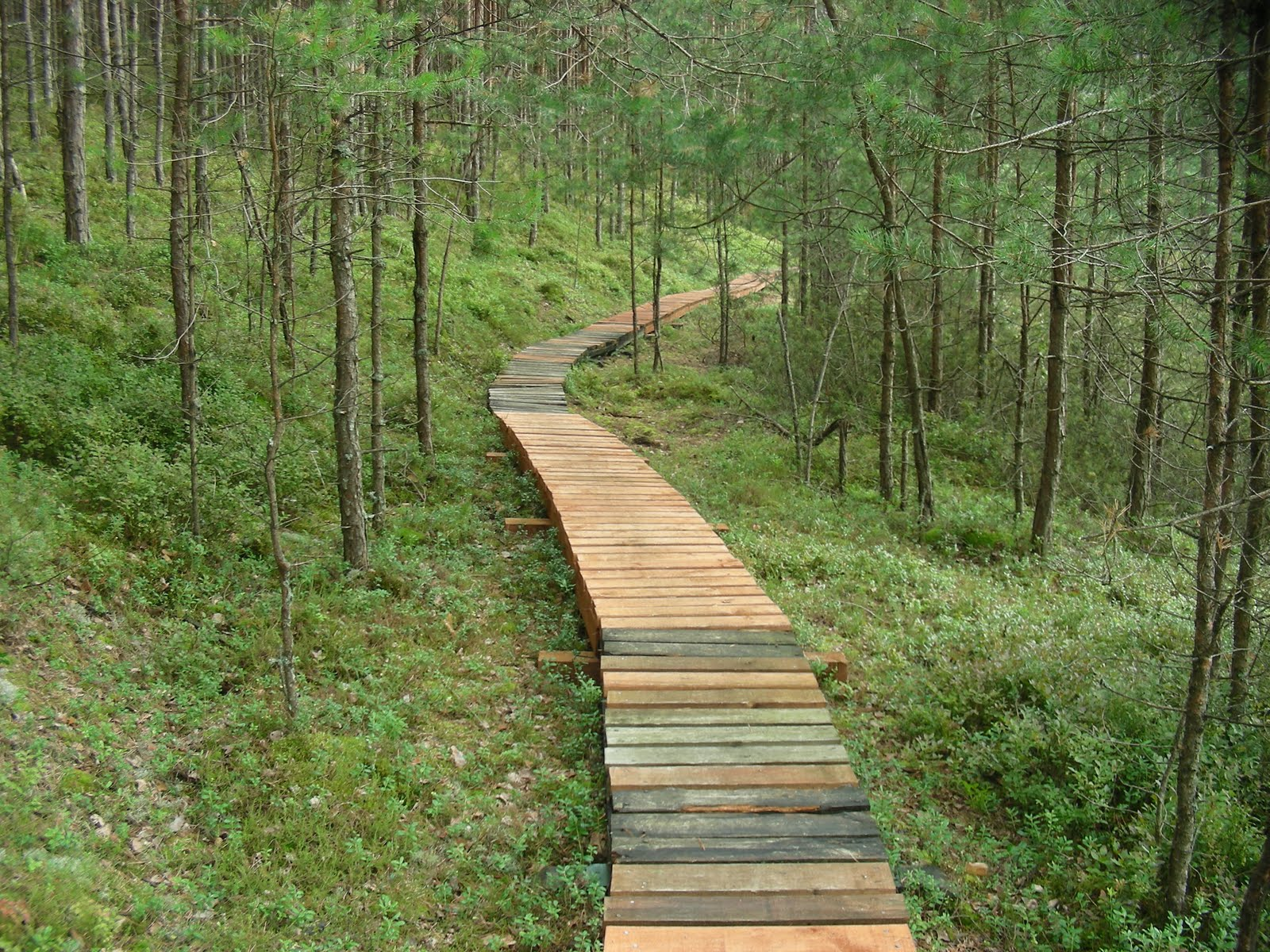
Sentier en bois
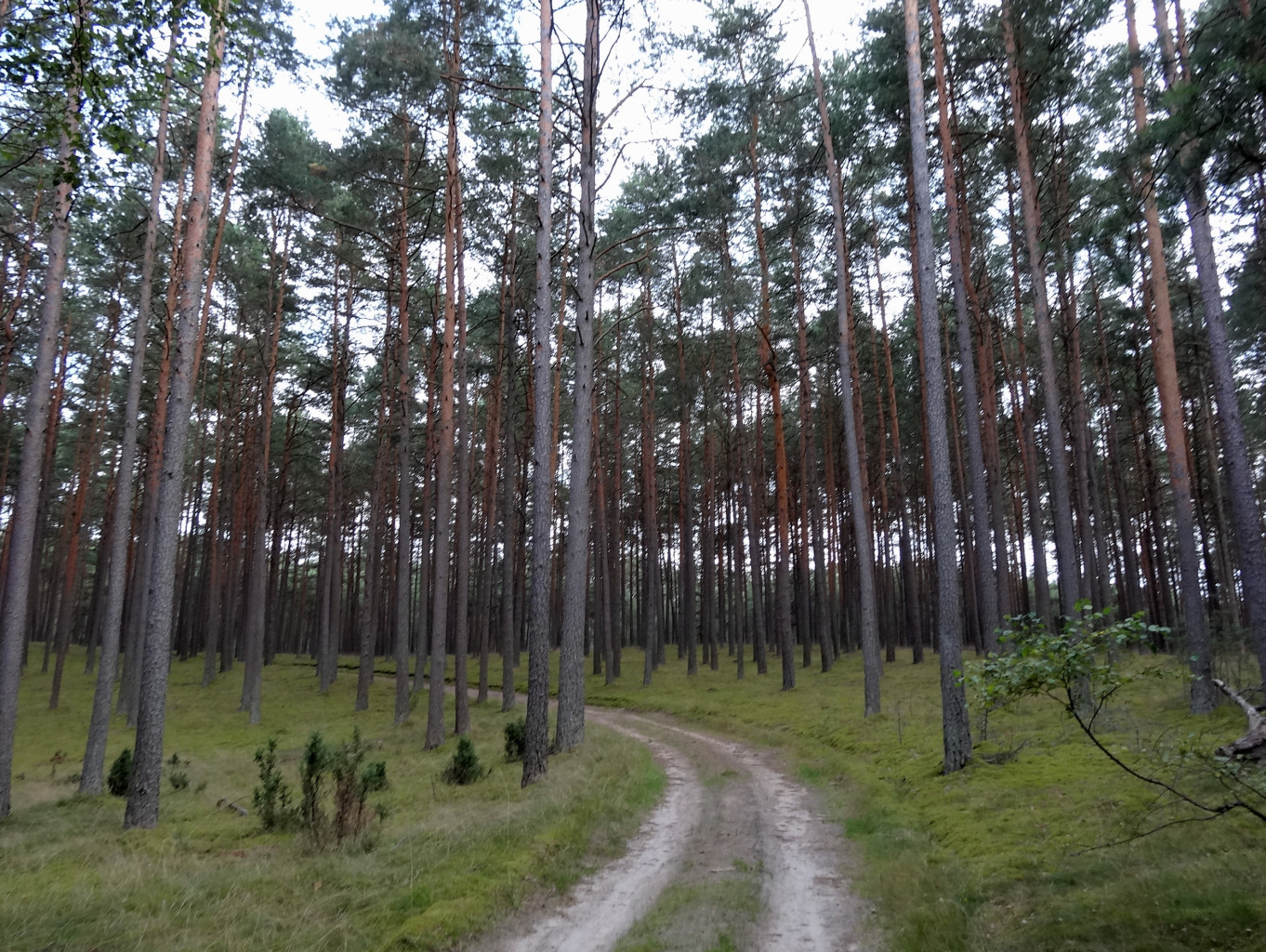
Forêt de Tucholski
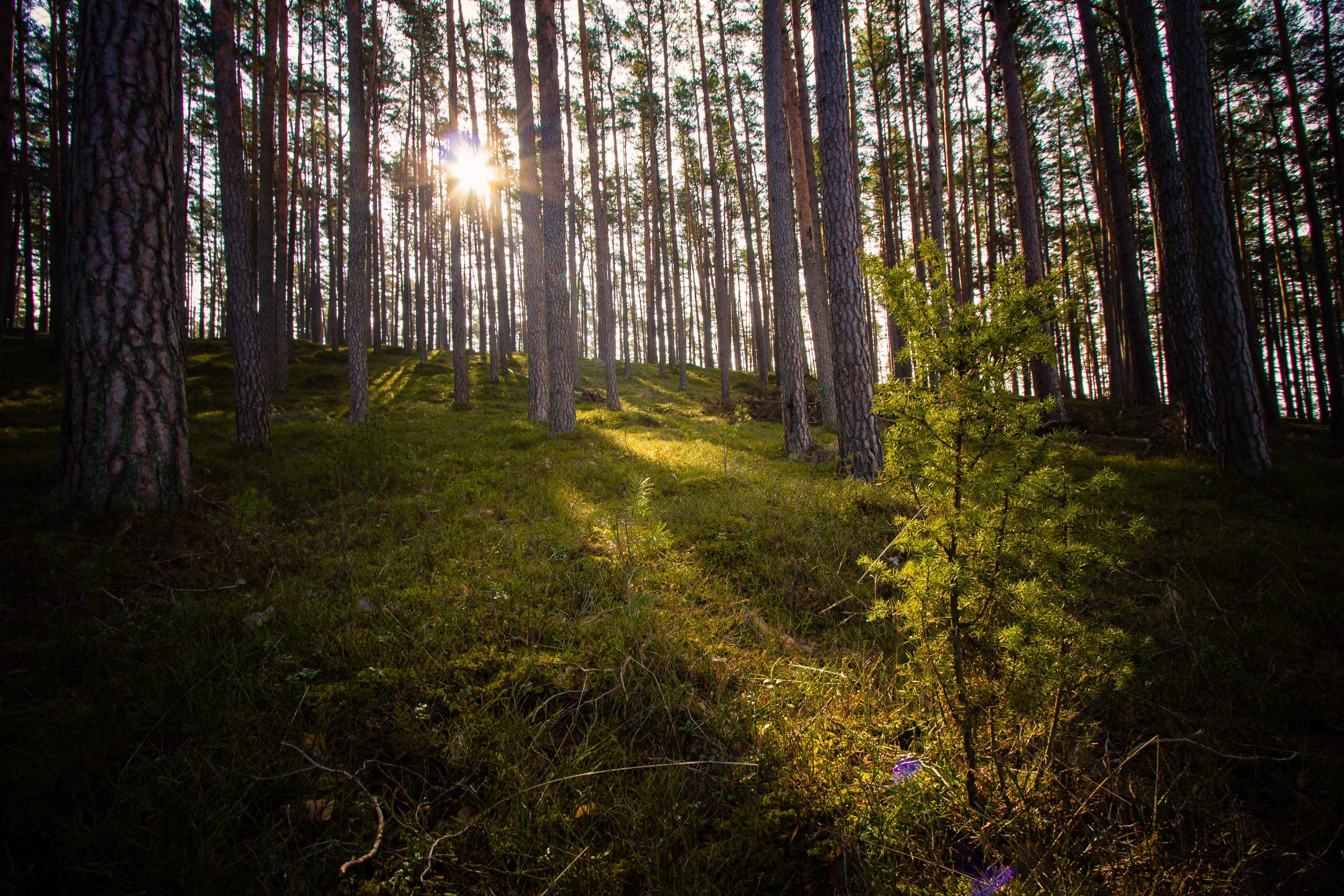
Mousses dans la forêt
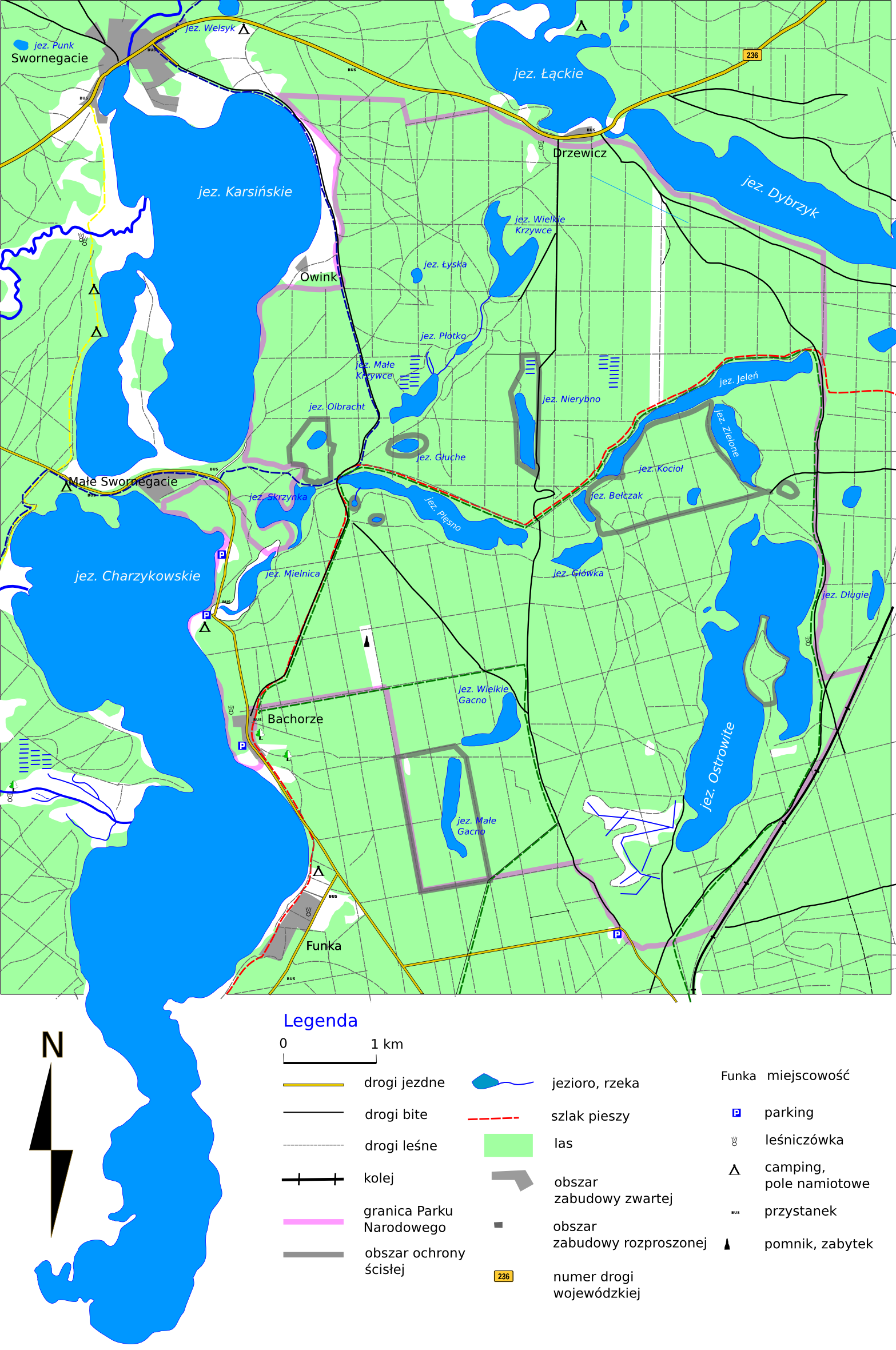
Plan du parc